# Skinnskattebergs landsfiskalsdistrikt
Skinnskattebergs landsfiskalsdistrikt var 1918–1941 ett landsfiskalsdistrikt i Västmanlands län, bildat när Sveriges indelning i landsfiskalsdistrikt trädde i kraft den 1 januari 1918, enligt beslut den 7 september 1917. Landsfiskalsdistriktet avskaffades den 1 oktober 1941 (genom kungörelsen 28 juni 1941) när Sverige fick en ny indelning av landsfiskalsdistrikt. Dess ingående områden överfördes då till det nybildade Hedströmmens landsfiskalsdistrikt.
Landsfiskalsdistriktet låg under länsstyrelsen i Västmanlands län.

## Ingående områden

### Från 1918
Skinnskattebergs härad:
- Gunnilbo landskommun
- Heds landskommun
- Skinnskattebergs landskommun